# Der Gerichtsvollzieher
Der Gerichtsvollzieher (Originaltitel Komornik) ist ein polnischer Spielfilm aus dem Jahre 2005.

## Handlung
Der Film zeigt 48 Stunden im Leben des Gerichtsvollziehers Lucjan Bohme, der im Umkreis der Stadt Wałbrzych als unerbittlichster und erfolgreichster Gerichtsvollzieher gilt. Bei seiner Arbeit kennt er keine Kompromisse und scheut sogar nicht davor zurück, die für Patienten lebensnotwendigen Apparaturen des hochverschuldeten Stadtkrankenhauses zu beschlagnahmen. So macht er sich nicht nur unter der Bevölkerung Feinde, sondern auch unter den Kollegen mit kleineren Erfolgsquoten und der Politik. Bohme gilt als Saubermann, der im Gegensatz zu seinen Kollegen unbestechlich ist. So bietet der Unternehmer Wiśniak ihm eine große Summe Schmiergeld, um von der Pfändung seiner Maschinen abzusehen. Lucjan nimmt sie nur zum Schein an, um Wiśniak später noch stärkere Probleme zu bereiten. Zum Wandel seines kompromisslosen Verhaltens führt erst die Bekanntschaft mit Gosia Bednarek. Einst waren sie als Schüler ein Paar. Gosia kam nach Jahren der Abwesenheit wieder zurück nach Wałbrzych und trifft Lucjan zufällig wieder. Als Lucjan wenig später bei einer Familie das Akkordeon als einzigen wertvollen Gegenstand einer armen Familie pfänden will, muss er feststellen, dass das Akkordeon der schwerkranken kleinen Tochter von Gosia gehört. Als auch noch ein weiterer Delinquent, der noch dazu ein populärer Fußballspieler der Stadt ist, sich das Leben nimmt, stürzen diese Ereignisse Lucjan in eine Sinnkrise. In der folgenden Nacht beginnt Lucjan das von Wiśniak erhaltene Bestechungsgeld an die Armen der Stadt zu verteilen und versucht einen Teil seiner Schuld wiedergutzumachen. Als das Geld verteilt ist, wird er jedoch mit dem Vorwurf der Bestechung konfrontiert und kann das Geld nicht mehr vorweisen und all die, die in der Nacht zuvor von ihm Geld erhalten haben, streiten dies ab. Nur Gosia hält zu ihm.

## Hintergrund
Feliks Falk in einem Interview zu seinem Film: Ich versuche in meinem Film darzustellen, dass der Systemwechsel in Polen nicht automatisch dazu geführt hat, dass soziale Konflikte, Armut, Ungerechtigkeit, menschliche Verfehlungen und Schwächen wie Neid, Rücksichtslosigkeit und Karrierestreben um jeden Preis der Vergangenheit angehören. Mein Film zeigt eine zersetzte Welt, in der Menschen andere unterdrücken. Eine Welt, in der für Schwache kein Platz ist.

## Auszeichnungen
Der Film lief in der Sektion Panorama der Berlinale 2006 und wurde mit dem Preis der ökumenischen Jury ausgezeichnet. Der Begründung der Jury hieß es: … für ein genaues Portrait des aktuellen politischen Wandels in Polen, das zugleich eine ethisch eindringliche Geschichte über die universale Problematik der Korruption erzählt. Für die hohe künstlerische Qualität der Darstellung von Gerechtigkeit und Menschenwürde.
Bereits 2005 wurde der Film beim Polnischen Filmfestival Gdynia mit dem Hauptpreis ausgezeichnet. 2006 gewann der Film dann außerdem den Polnischen Filmpreis als bester Film des Jahres 2005. Polnische Filmpreise erhielten außerdem Kinga Preis und Andrzej Chyra für ihre Darstellungen sowie Feliks Falk für die beste Regie und Grzegorz Łoszewski für das Drehbuch und Anna Wunderlich für das beste Szenenbild.